# Sofronij Vračanský

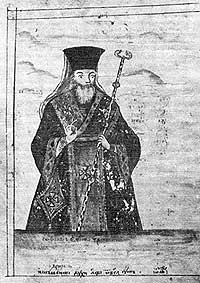
Podobizna Sofronije

Sofronij Vračanský (bulharsky Софроний Врачанский, 1739, Kotel – 1813, Bukurešť) byl pravoslavný mnich z oblasti dnešního Bulharska.

## Životopis
Znal se dobře s Pajsijem Chilendarským, další významnou osobností, která stála na samém počátku Bulharského národního obrození. Na Vračanského udělaly velký dojem Pajsijovy Dějiny Slavenobulharské, které mu ukázal. V roce 1803 odešel do Rumunska. V Bukurešti sepsal svá nejznámější díla – Nedělnik (soupis mravnostních norem a základů pro pravoslavné věřící) a rozsáhlou autobiografii Život a utrpení hříšného Sofronije (bulharsky Житие и страдания грешнаго Софрония). Podobně jako u řady národů i u Bulharů v této době probíhal zásadní spor o budoucí podobu jazyka, neboť staroslověnský byl příliš konzervativní a církevní a lidový jazyk neměl pevně danou podobu. Sofronij psal však právě tak, jak mluvila většina obyvatel, čímž si získal sympatie řady spisovatelů hlavně v pozdějších obdobích, kdy probíhal obrozenecký proces.